# Mariana Pimentel
Mariana Pimentel este un oraș în Rio Grande do Sul (RS), Brazilia.